# Namu, l'orque sauvage
Pour plus de détails, voir Fiche technique et Distribution.
Namu, l'orque sauvage (Titre original : Namu, the Killer Whale) ou (titre alternatif : Namu, My Best Friend) est un film américain réalisé par László Benedek, sorti en 1966.
Le sujet du film est une orque mâle étudiée par un biologiste marin local.